# Czarnocin (Mława)
Czarnocin [t͡ʂarˈnɔt͡ɕEn] es un pueblo en el distrito administrativo de Gmina Strzegowo, dentro del Condado de Mława, Voivodato de Mazovia, en el este de Polonia central. Se encuentra aproximadamente a 7 kilómetros al este de Strzegowo, 23 kilómetros al sur de Mława, y 89 kilómetros del noroeste de Varsovia.